# Włodzimierz Batóg
Włodzimierz Jan Batóg (ur. 1966 w Kielcach) – polski historyk, doktor habilitowany nauk humanistycznych, profesor nadzwyczajny w Instytucie Historii Uniwersytetu Jana Kochanowskiego w Kielcach. Specjalizuje się w historii najnowszej i historii Stanów Zjednoczonych.
W 1991 ukończył studia historyczne w Wyższej Szkole Pedagogicznej w Kielcach. Rozprawę doktorską pt. Tak zwana „wywrotowa działalność” Komunistycznej Partii USA w świetle przesłuchań przed komisjami Kongresu Stanów Zjednoczonych (1950–1954), której promotorem był Piotr  Radzikowski, obronił w 1999 roku na Wydziale Humanistycznym macierzystej uczelni. W latach 2002–2003 przebywał na stypendium Fulbrighta w Boston College w USA. Stopień naukowy doktora habilitowanego uzyskał w 2009 roku na Uniwersytecie Humanistyczno–Przyrodniczym Jana Kochanowskiego w Kielcach w oparciu o rozprawę pt. Protesty studentów uniwersytetów Ivy League przeciw wojnie wietnamskiej 1965–1970.

## Wybrane publikacje
- Wywrotowcy? Komunistyczna Partia USA we wczesnym okresie zimnej wojny (1945–1954), Kielce 2003
- Protesty studentów uniwersytetów Ivy League przeciw wojnie wietnamskiej 1965–1970, Kielce 2008